# Lucas Bruera
Lucas Bruera (La Plata, Provincia de Buenos Aires, Argentina; 19 de octubre de 1997) es un futbolista argentino que juega como portero en el Carabobo Futbol Club de la Primera División de Venezuela.

## Trayectoria
La carrera de Bruera comenzó con ADAFI y en Estudiantes de La Plata. El 15 de octubre de 2016 Nelson Vivas lo seleccionó al frente del banquillo de Rosario Central, aunque nunca hizo una aparición competitiva. En enero de 2017, pasó a jugar en la Primera B Nacional, al fichar por Independiente Rivadavia de Mendoza. Sin embargo en julio de 2018 fue fichado por Chacarita Juniors de la Primera B Nacional, aunque casi había firmado con Gimnasia y Esgrima, pero la movida fracasó luego de los comentarios despectivos que hizo Bruera sobre el club en Twitter, su debut llegó en marzo de 2019 en un encuentro contra Nueva Chicago.
Después de hacer cinco apariciones más para Chacarita durante la temporada 2018-19, el portero no apareció de manera competitiva en 2019-20. En agosto de 2020 se unió al Villa Dálmine.
En 2022 el portero argentino ficha por el Club Atlético Estudiantes, ganándose la titularidad con gran ímpetu logrando ser la figura del equipo al llegar a la final del reducido del 2022.
En diciembre de 2022 integra el plantel de Aldosivi de la Primera División de Argentina. Solo permanece en el club durante una temporada.
En enero de 2024, para a ser refuerzo del equipo del Carabobo Fútbol Club que transita la Primera División de Venezuela. 
En diciembre de 2024, a la edad de 27 años, se recibe de abogado en la Universidad Nacional de La Plata.

## Selección nacional
Bruera tenía experiencia en la categoría Sub-20 de Argentina. Formó parte de su equipo para el Torneo Internacional L'Alcúdia 2016; donde terminaron como subcampeones.

## Clubes
| Club                       | País      | Año       |
| -------------------------- | --------- | --------- |
| Estudiantes de La Plata    | Argentina | 2016      |
| Independiente Rivadavia    | Argentina | 2017-2018 |
| Chacarita Juniors          | Argentina | 2018-2020 |
| Villa Dálmine              | Argentina | 2020-2022 |
| Estudiantes (Buenos Aires) | Argentina | 2022      |
| Aldosivi                   | Argentina | 2023      |
| Carabobo FC                | Venezuela | 2024-Act. |

## Palmarés
| Título          | Club        | País      | Año  |
| --------------- | ----------- | --------- | ---- |
| Torneo Apertura | Carabobo FC | Venezuela | 2024 |

## Vida personal
El día 20 de diciembre de 2024 se recibió de abogado en la Universidad Nacional de La Plata.